# Брендон Фігероа
Брендон Лі Фігероа (англ. Brandon Lee Figueroa; нар. 29 грудня 1996) — американський боксер-професіонал, «регулярний» чемпіон WBA (Regular) (2019—2021) та чемпіон світу WBC (2021) у другій легшій вазі, чемпіон світу за версією WBC у напівлегкій вазі (2024–2025).

## Біографія
Брендон народився в мексиканській сім'ї з Тамауліпаса, Мексика і є молодшим братом колишнього чемпіона WBC у легкій вазі Омара Фігероа.

## Професіональна кар'єра
Дебютував на профірингу 2015 року. 20 квітня 2019 року в бою проти венесуельця Йонфреза Парехо завоював титул «тимчасового» чемпіона WBA в другій легшій вазі. Того ж року бів підвищений до звання регулярного чемпіона WBA.
15 травня 2021 року в бою проти мексиканця Луїса Нері нокаутом в сьомому раунді захистив титул WBA (Regular) та завоював титул чемпіона WBC в другій легшій вазі. В першому захисті 27 листопада 2021 року програв чемпіону WBO Стівену Фултону (США).
4 березня 2023 року в бою проти філіппінця Марка Магсайо завоював вакантний титул «тимчасового» чемпіона WBC в напівлегкій вазі. 2024 року був підвищений до звання повноцінного чемпіона WBC. 1 лютого 2025 року вдруге зустрівся в бою зі Стівеном Фултоном і знов програв йому, втративши титул.